# Bagatela
Bagatela je drobná, krátká skladbička, nejčastěji komponovaná pro klavír, převážně příležitostného charakteru. Odpovídá to základnímu významu tohoto původně francouzského slova bagatelle, tedy maličkost, bezvýznamná věc.
Nejznámějšími jsou „Six bagatelles“ pro klavír Ludwiga van Beethovena, Dvořákovy Bagately či Bagatela pro klavír Josefa Suka.
Tento termín je používán i v jiných uměleckých odvětvích (svá drobnější dílka tak nazýval Benjamin Franklin, v poezii jimi často pojmenovával svá drobná dílka Vladimír Holan).